# Доробна-Воля
Доробна-Воля (пол. Dorobna Wola) — село в Польщі, у гміні Парадиж Опочинського повіту Лодзинського воєводства.
Населення — 151 особа (2011).
У 1975-1998 роках село належало до Пйотрковського воєводства.

## Демографія
Демографічна структура станом на 31 березня 2011 року:
|          | Загалом | Допрацездатний вік | Працездатний вік | Постпрацездатний вік |
| -------- | ------- | ------------------ | ---------------- | -------------------- |
| Чоловіки | 76      | 27                 | 47               | 2                    |
| Жінки    | 75      | 24                 | 42               | 9                    |
| Разом    | 151     | 51                 | 89               | 11                   |